# Lovesick (serie televisiva)
Lovesick (precedentemente intitolata Scrotal Recall) è una sitcom britannica del 2014 creata da Tom Edge.
La prima stagione è andata in onda nell'autunno 2014 su Channel 4. Una seconda stagione composta da otto episodi è stata pubblicata su Netflix il 17 novembre 2016. La serie è stata rinnovata per una terza stagione, distribuita il 1º gennaio 2018.

## Trama
A Dylan Witter (Johnny Flynn) viene diagnosticata la clamidia, così è costretto a contattare tutte le sue ex-ragazze per informarle della malattia. I migliori amici di Dylan sono Luke (Daniel Ings) e Evie (Antonia Thomas), che ha avuto per anni una cotta per Dylan e che sta per sposare un altro uomo. In ogni episodio, intitolato con il nome di una delle ex, Dylan ricorda tutti gli eventi legati a una sua particolare ex.

## Episodi
| Stagione         | Episodi | Prima TV UK | Pubblicazione Italia |
| ---------------- | ------- | ----------- | -------------------- |
| Prima stagione   | 6       | 2014        | 2016                 |
| Seconda stagione | 8       | 2016        | 2016                 |
| Terza stagione   | 8       | 2018        | 2018                 |

## Personaggi e interpreti

### Personaggi principali
- Dylan Witter (stagioni 1-3), interpretato da Johnny Flynn, doppiato da Davide Albano.
Il protagonista della serie. Lui è un romantico vagamente inetto che va da un rapporto occasionale ad un altro e solitamente si aspetta di più da quel che c'è da offrire. Lavora come progettista di giardini.
- Evie Douglas (stagioni 1-3), interpretata da Antonia Thomas, doppiata da Eleonora Reti.
Evie, la migliore amica di Dylan. Lei è pungente, sarcastica e solitamente single. Sembra avere sentimenti sottostanti per Dylan, anche se questi sono confusi dalla loro situazione.
- Luke Curran (stagioni 1-3), interpretato da Daniel Ings, doppiato da Massimo Triggiani.
Amico e coinquilino di Dylan. È un inetto, irresponsabile e superficiale. Nella seconda stagione apprendiamo che lavora come sviluppatore di app.
- Angus (stagione 2-3, ricorrente stagione 1), interpretato da Joshua McGuire, doppiato da Emiliano Reggente.
L'amico tormentato del gruppo.
- Abigail (stagione 2-3, ricorrente stagione 1), interpretata da Hannah Britland, doppiata da Benedetta Ponticelli.
La barista al matrimonio di Angus e Helen, e una delle ex amanti di Dylan. Dopo che lui la contatta per informarla della sua diagnosi riprendono la loro relazione occasionale.
- Mal (stagione 2, ricorrente stagione 1), interpretato da Richard Thomson, doppiato da Marco Baroni.
Fidanzato di Evie.
- Holly (stagione 3, ricorrente stagione 2), interpretata Klariza Clayton.
Una spogliarellista che va a letto con Angus.
- Maria "Jonesy" Jones (stagione 3, ricorrente stagione 2), interpretata da Yasmine Akram.
Amica vivace del gruppo universitario. Ha una severa politica di non-relazione.

### Personaggi secondari
- Helen (stagioni 1-3), interpretata da Aimee Parkes, doppiata da Emilia Costa.
La moglie autoritaria di Angus. Lei è brusca e aggressiva o come Luke la descrive: 'assolutamente fottutamente terrificante'.
- Cleo (stagioni 1-3), interpretata da Riann Steele, doppiata da Ilaria Giorgino.
Fidanzata a breve termine di Luke, che diviene la sua terapeuta.
- Jane (stagioni 1-3), interpretata da Jessica Ellerby, doppiata Emanuela D'Amico.
Ex-fidanzata a breve termine e sessualmente permissiva di Dylan.
- Jo (stagione 2-3), interpretata da Laura Aikman.
Ex-fidanzata di Luke la cui rottura l'ha profondamente colpito.

## Produzione
La prima stagione è stata resa disponibile su Netflix negli Stati Uniti D'America nell'Aprile 2015 e fu etichettata come "Originale Netflix". Il programma ha trovato abbastanza successo sul sito che Netflix decide di commissionare una seconda stagione da 8 episodi, senza il coinvolgimento di Channel 4, che è stata resa disponibile a livello globale sulla rete streaming nel Novembre 2016. Successivamente al suo trasferimento da Channel 4 a Netflix, il programma è stato rinominato da Scrotal Recall a Lovesick. Antonia Thomas (Evie) ha notato che nonostante il primo nome avesse tecnicamente un senso, mal vendeva completamente il tono dello spettacolo; sempre l'attrice ha ammesso di aver apprezzato il cambiamento del nome, e ha notato che la seconda stagione avrebbe continuato a seguire il format della prima, ma sarebbe andata più in profondità.
La serie è girata a Glasgow.

## Accoglienza
Negli Stati Uniti d'America la serie riceve critiche positive con una votazione da parte dei critici e una buona accoglienza da parte del pubblico con una votazione di 8.7/10 su Metacritic e di 8.1/10 su IMDb.